# روث دوان ماكدوغال
روث دوان ماكدوغال (بالإنجليزية: Ruth Doan MacDougall)‏ (19 مارس 1939)؛ روائية أمريكية.